# 1820 na literatura

## Nascimentos
| Data           | Nome                  | Profissão            | Nacionalidade | Observações | Ref |
| -------------- | --------------------- | -------------------- | ------------- | ----------- | --- |
| 17 de Janeiro  | Anne Brontë           | poetisa e romancista | Inglaterra    | m. 1849     |     |
| 30 de Março    | Anna Sewell           | escritora            | Inglaterra    | m. 1878     |     |
| 28 de Novembro | Friedrich Engels      | filósofo             | Alemanha      | m. 1895     |     |
| 6 de Dezembro  | António Maria Eusébio | poeta popular        | Portugal      | m. 1911     |     |

## Mortes
| Data | Nome | Profissão | Nacionalidade | Observações | Ref |
| ---- | ---- | --------- | ------------- | ----------- | --- |

## Novos livros
- Karl Borzowoj Presl - Cyperaceae et Gramineae Siculae